# Episodi de Il mondo segreto di Alex Mack (quarta stagione)
La quarta stagione della serie televisiva Il mondo segreto di Alex Mack è stata trasmessa in anteprima negli Stati Uniti d'America dalla Nickelodeon tra il 23 settembre 1997 e il 15 gennaio 1998.
| nº | Titolo originale  | Titolo italiano | Prima TV USA      | Prima TV Italia |
| -- | ----------------- | --------------- | ----------------- | --------------- |
| 1  | Driving           |                 | 23 settembre 1997 |                 |
| 2  | Green Day         |                 | 25 settembre 1997 |                 |
| 3  | Camping           |                 | 30 settembre 1997 |                 |
| 4  | Ashley            |                 | 2 ottobre 1997    |                 |
| 5  | Oscar             |                 | 7 ottobre 1997    |                 |
| 6  | Foot Fault        |                 | 18 marzo 1997     |                 |
| 7  | The Switch        |                 | 14 ottobre 1997   |                 |
| 8  | The Storm         |                 | 16 ottobre 1997   |                 |
| 9  | Leaving           |                 | 21 ottobre 1997   |                 |
| 10 | Senora Garcia     |                 | 23 ottobre 1997   |                 |
| 11 | The Doctor        |                 | 28 ottobre 1997   |                 |
| 12 | The Band          |                 | 4 novembre 1997   |                 |
| 13 | Things Change     |                 | 6 novembre 1997   |                 |
| 14 | The Return        |                 | 18 novembre 1997  |                 |
| 15 | Friendly Fire     |                 | 20 novembre 1997  |                 |
| 16 | Lies and Secrets  |                 | 25 novembre 1997  |                 |
| 17 | Without Feathers  |                 | 2 dicembre 1997   |                 |
| 18 | 24 Hours          |                 | 4 dicembre 1997   |                 |
| 19 | Paradise Lost     |                 | 13 gennaio 1998   |                 |
| 20 | Paradise Regained |                 | 15 gennaio 1998   |                 |